# Ribera d’Urgellet

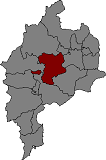
Położenie gminy na mapie comarki Alt Urgell

Ribera d’Urgellet – gmina w Hiszpanii,  w Katalonii, w prowincji Lleida, w comarce Alt Urgell.
Powierzchnia gminy wynosi 106,96 km². Zgodnie z danymi INE, w 2005 roku liczba ludności wynosiła 935, a gęstość zaludnienia 8,74 osoby/km². Wysokość bezwzględna gminy równa jest 702 metrów. Współrzędne geograficzne Ribera d’Urgellet to 42°18'N 1°23'E.

## Dynamika populacji
- 1991 – 822
- 1996 – 743
- 2001 – 811
- 2004 – 857
- 2005 – 935

## Miejscowości
W skład gminy Ribera d’Urgellet wchodzi 16 miejscowości:
- Adrall – liczba ludności: 217
- Arfa – 163
- Les Bordes d'Arfa – 35
- Castellar de Tost – 17
- La Coma de Nabiners – 3
- La Freita – 0
- Gramos – 1
- Els Hostalets de Tost – 19
- Montan de Tost – 43
- Nabiners – 0
- La Parròquia d'Hortó – 67
- El Pla de Sant Tirs – 342
- Sant Pere Codinet – 5
- Sauvanyà – 0
- Torà de Tost – 19
- Tost – 4